# Sibel Siber
Sibel Siber, född 13 december 1960 i Nicosia, var premiärminister i Nordcypern 2013.